# Bistum Belluno-Feltre
Das Bistum Belluno-Feltre (lat.: Dioecesis Bellunensis-Feltrensis, ital.: Diocesi di Belluno-Feltre) ist eine in Italien gelegene römisch-katholische Diözese mit Sitz in Belluno.

## Geschichte
Das Bistum Belluno-Feltre wurde im 2. Jahrhundert als Bistum Belluno errichtet. 1197 wurde dem Bistum Belluno das Bistum Feltre angegliedert. Das Bistum Belluno und Feltre wurde im Jahre 1462 wieder in die Bistümer Belluno und Feltre geteilt.
Dem Bistum Belluno wurde am 1. Mai 1818 durch Papst Pius VII. mit der Apostolischen Konstitution De salute Dominici gregis erneut das Bistum Feltre angegliedert. Am 30. September 1986 wurde das Bistum Belluno und Feltre durch die Kongregation für die Bischöfe mit dem Dekret Instantibus votis in Bistum Belluno-Feltre umbenannt.
Das Bistum Belluno-Feltre ist dem Patriarchat von Venedig als Suffraganbistum unterstellt.